# Лучинское (Нагорьевское сельское поселение)
Лучинское — село в Переславском районе Ярославской области, входит в состав Нагорьевского сельского поселения.

## География
Село расположено на берегу речки Рыбинка (Леоновская) в 39 км на северо-восток от центра поселения села Нагорье и в 39 км на север от города Переславль-Залесский. 

## История
Однокупольная церковь Смоленской иконы Божией Матери в Лучинском с трёхъярусной колокольней построена в 1832 году. В небольшой трапезной помещался придел апостола Луки.
В XIX — начале XX века село входило в состав Микляевской волости Угличского уезда Ярославской губрнии. В 1859 году в селе числилось 23 двора.
С 1929 года село входило в состав Дмитриевского сельсовета Переславского района, с 2005 года в составе Нагорьевского сельского поселения.

## Население
| 1859 | 2007 | 2008 | 2010 |
| ---- | ---- | ---- | ---- |
| 163  | ↘1   | →1   | ↘0   |

## Достопримечательности
В селе находится, находящаяся в аварийном состоянии, Церковь Смоленской иконы Божией Матери (1832)